# Arbín
Arbín ist ein Weiler in der Parroquia Villoria der Gemeinde Laviana in der autonomen Region Asturien in Spanien.

## Geographie
Arbín ist ein Weiler mit zwei Einwohnern (2011), er liegt auf 588 m über NN. Arbín ist 5,6 Kilometer von Pola de Laviana, dem Hauptort der Gemeinde Laviana entfernt.

### Gewässer
Der Rio Salencia mündet nahe Arbín (ca. 0,8 km) in den Rio Villoria, welcher in den Rio Nalon mündet.

## Wirtschaft
Seit langer Zeit wird Kohle und Eisen in der Region abgebaut, heute knüpft die Tourismusindustrie daran an. Prägend für die Region ist die Land- und Forstwirtschaft.

## Klima
Angenehm milde Sommer mit ebenfalls milden, selten strengen Wintern. In den Hochlagen können die Winter durchaus streng werden.